# Verdammnis

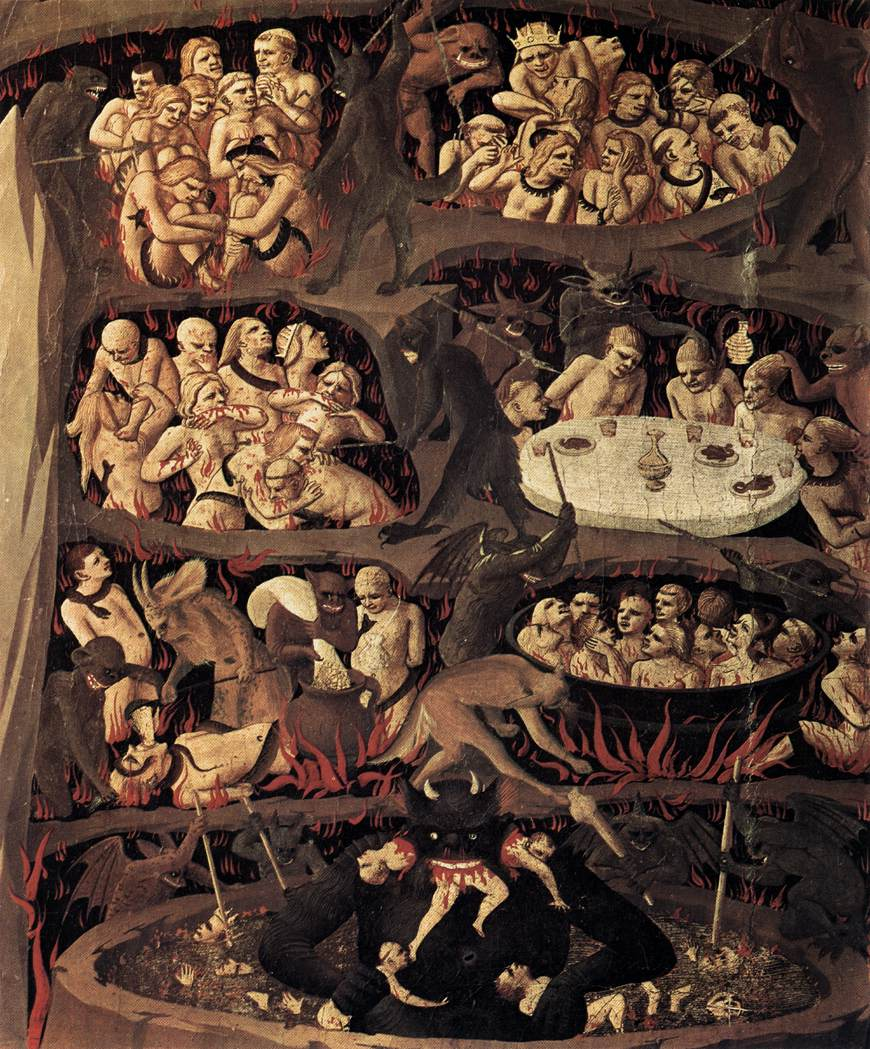
Die Verdammten in der Hölle, Detail des Jüngsten Gerichts von Beato Angelico, um 1431

Verdammnis (althochdeutsch firdammon; von lat. damnare, „büßen lassen“, „verurteilen“, „verwerfen“; zu lat. damnum „Buße“, „Verlust“, „Schaden“), auch in der Erweiterung ewige Verdammnis, bedeutet das Verworfensein vor Gott und die Verurteilung zur Pein einer Höllenstrafe aufgrund begangener Taten. Von jemandem, der sprichwörtlich „der Verdammnis anheimgefallen“ ist, wird angenommen, dass er entweder in der Hölle sei, sich nicht im Stand der Gnade befände oder von Gott verworfen worden sei.

## Monotheistische Religionen

### Christentum
Im Christentum wird die Existenz einer Hölle gelehrt. Dabei gilt die Hölle als Ort ewiger Verdammnis, an den die Seelen jener, die aus freiem Entschluss in Todsünde sterben, nach dem Partikulargericht gelangen.  Die Strafe wird im letzten Gericht vervollständigt, „denn nach ihm werden die Gottlosen an Leib und Seele zugleich gepeinigt“. Die Hölle steht im Gegensatz zu einem Ort absoluter Glückseligkeit (Paradies, ewiges Leben, Himmel). Das Purgatorium (Fegefeuer) als Ort der abschließenden Läuterung der Seele ist von der Bestrafung der Verdammten völlig verschieden.

### Judentum
Im Judentum wird die Vorstellung von der Hölle in den apokryphen Schriften greifbar, so beispielsweise im Buch Henoch (entstanden zwischen 130 und 68 v. Chr.). In den 13 Glaubensartikeln des bedeutenden jüdischen Gelehrten Moses Maimonides um 1180 findet sich auch die Vorstellung einer Vernichtung der Seelen der Verdammten.

### Islam
Im Islam existiert ebenfalls die Vorstellung einer ewigen Verdammnis der Ungerechten in der Hölle, welche Dschahannam genannt wird.

## Weitere Religionen

### Altes Ägypten
Im alten Ägypten gab es spätestens seit dem Neuen Reich den Glauben an die Vernichtungsstätte Hetemit, wo die Verstorbenen, die sich nicht rechtfertigen konnten, von der Göttin Ammitt, einem Mischwesen aus Krokodil, Löwe und Nilpferd, gerichtet und in die Dunkelheit verstoßen werden.

### Hinduismus
Innerhalb des Hinduismus vertritt Madhva, als einziger Hindu-Philosoph, die Ansicht einer ewigen Verdammnis der vollkommen Ungerechten in einer als Andhatamas („blinde Finsternis“) bezeichneten Hölle. In manchen anderen Religionen besteht diesbezüglich allerdings, auch bei einigen christlichen Gruppierungen, die annihilationstische Vorstellung einer Vernichtung der Seele.